# ایسرائل کاسترو
ایسرائل کاسترو (انگلیسی: Israel Castro؛ زادهٔ ۲۰ دسامبر ۱۹۸۰) یک بازیکن فوتبال اهل مکزیک است. 
وی همچنین در تیم ملی فوتبال مکزیک بازی کرده‌است.